# 富蘭克林 (紐約州)
富蘭克林（英語：Franklin）是一個位於美國紐約州富蘭克林縣的鎮。

## 人口
根據2020年美國人口普查的數據，富蘭克林的面積為453.82平方千米，當中陸地面積為439.85平方千米，而水域面積為12.97平方千米。當地共有人口1150人，而人口密度為每平方千米3人。